# 42V
42V stand für ein Projekt mit dem Ziel die Bordnetze von Kraftfahrzeugen (PKW, LKW und Busse) auf eine elektrische Spannung von 42 V umzustellen. Der vollständige Name des Projekts lautet auf Deutsch „42V/14V-Bordnetz“, auf Englisch: „42V/14V PowerNet“. Für das Projekt wurde ein Logo geschaffen, das „42 V an Bord“ signalisieren sollte.
Aufgrund der Mehrkosten wurden das Projekt und die Umstellung auf 42V-Bordnetze im europäischen Kfz-Bereich eingestellt.

## Geschichte

### Vereinigte Staaten
Am Massachusetts Institute of Technology Laboratory for Electromagnetic and Electronic Systems (MIT/LEES) in Cambridge traf sich 1994 auf Initiative von Daimler-Benz der erste „Workshop on Advanced Architectures for Automotive Electrical Distribution Systems“ mit dem Ziel, die Architektur für ein künftiges automobiles Bordnetz zu erarbeiten. Teilnehmer dieses Workshops waren neben den Automobilfirmen Daimler-Benz, Ford und General Motors von Anfang an auch Zulieferfirmen.
Im September 1995 wurden am MIT verschiedene Bordnetz-Architekturen mit dem Tool „MAESTrO“ verglichen und im Dezember 1995 in den „Conclusions“ als künftiges Spannungsniveau erstmals ein Wert von ca. 40 V fixiert.
Anfang 1996 wurde das „Consortium on Advanced Automotive Electrical and Electronic Systems“ ins Leben gerufen. Auf dem anschließenden Workshop im März 1996 wurde die künftige Nennspannung mit 42 V definiert. Im IEEE Spectrum erschien im August 1996 der Beitrag „Automotive electrical systems circa 2005“.
Im Anschluss an die Convergence Oktober 1996 hielt in Detroit Professor John G. Kassakian im Rahmen des „IEEE Workshop on Automotive Power-Electronics“ den Vortrag „The Future of Automotive Electrical Systems“. Am 24. März 1997 wurde von Daimler-Benz am MIT die „Draft Specification of a Dual Voltage Vehicle Electrical Power System 42V/14V“ vorgestellt.

### Europa
Parallel zu den Aktivitäten in den USA wurde 1994 ebenfalls auf Initiative von Daimler-Benz bei der damaligen SICAN GmbH in Hannover das „Forum Bordnetz“ der Automobilunternehmen in Deutschland ins Leben gerufen. Auch dort wurden sehr bald die Zulieferer in die Diskussion mit einbezogen sowie alle europäischen Automobilfirmen zur Teilnahme eingeladen. Am 15. Februar 1996 wurde am Forum Bordnetz das Positionspapier „Bordnetzarchitektur im Jahr 2005“ beschlossen und am 4. Juni 1996 von BMW die „Tabelle heutiger und zukünftiger Verbraucher im Kfz“ und das „42V/14V-Bordnetz“ vorgestellt.
Beachtung fand auf der 7. Internationalen Fachtagung für Elektronik im Kraftfahrzeug in Baden-Baden am 13. September 1996 der Vortrag „Neue Bordnetz-Architektur und Konsequenzen“, gehalten von Richard D. Tabors. Am 6. März 1997 wurde in Hannover von BMW der „Spezifikationsentwurf für das Zwei-Spannungsbordnetz 42V/14V“ vorgestellt.
Entscheidende Impulse für die Arbeit bei der SICAN GmbH kamen aus der Zusammenarbeit von BMW und Daimler-Benz durch die gemeinsame Erstellung der europäischen „Verbraucherliste 2005“ und dem gemeinsam erarbeiteten „Spezifikationsentwurf für das Zwei-Spannungsbordnetz 42V/14V“.

## Wahl der Spannung
Nach Vorarbeiten, deren Ergebnis die „Verbraucher-Liste eines Fahrzeuges 2005“ war, wurden am Massachusetts Institute of Technology Laboratory for Electromagnetic and Electronic Systems (MIT/LEES) im Workshop September 1995 verschiedene Bordnetz-Architekturen mit dem Werkzeug „MAESTrO“ verglichen (12 V, 12 V/24 Vdc, 12 V/48 Vdc und 12 V/60 Vac). Dabei zeigte sich eine möglichst hohe Gleichspannung als günstigste Alternative.
Einschränkend besteht für Gleichspannungen eine Berührungsschutzgrenze von 60 V, die auch bei Spannungsschwankungen durch extreme Bedingungen nicht überschritten werden darf. Damit schied ein Bordnetz mit einer Batterie-Nennspannung von 48 V aus, weil dann bei niedrigen Temperaturen die Ladespannung des Akkumulators die Höhe von 60 V erreichen kann. Bei Akkumulatoren hat zudem die Zellenzahl Einfluss auf Preis, Gewicht und Volumen und sollte deshalb möglichst niedrig gehalten werden.
Allerdings hätten zur Einführung des 42V/14V-Bordnetzes neue Batterietechnologien für Automotive-Anwendungen nicht zu vertretbaren Kosten zur Verfügung gestanden. Diese erfordern außerdem besondere Laderegime und können folglich nicht „starr“ am Bordnetz betrieben werden, was bei der Deckung von Leistungsspitzen von Vorteil ist. Bleiakkumulatoren sind kostengünstig und zeigen im Laden/Entladen ein sehr „gutmütiges“ Verhalten. Es wären also Bleiakkumulatoren auf der niedrigen Spannung energieoptimiert bzw. lebensdaueroptimiert und auf der höheren Spannung leistungsoptimiert eingesetzt worden.
Ein weiteres wichtiges Kriterium für eine neue Architektur war, dass sie weitgehende Migrationsmöglichkeit bietet, also die Verbraucher ggf. erst nach und nach entsprechend den Erfordernissen auf die höhere Spannung umgehängt werden können. Zum Verständnis ist es nötig, sich klarzumachen, dass das heutige 12 V-Bordnetz eine Generator-Regelspannung von ca. 14 V hat und dies damit die vorherrschende Spannung ist. Entsprechend wurde die Benennung dieses Zweiges im künftigen Bordnetz auf 14 V korrigiert.
Abhängig von den Betriebszuständen kann die Bordnetzspannung heute zwischen 6,5 und 16 V schwanken, wobei dem noch eine mehr oder weniger große Welligkeit überlagert ist. Im 42V/14V-Bordnetz sollte der 14 V-Zweig von Verbrauchern hoher Leistung befreit sein und deshalb in wesentlich engeren Grenzen gehalten werden können.
In intensiven Gesprächen mit den großen Halbleiterherstellern zeigte sich eine Spannung von ca. 40 V als vorteilhaft. Viele Argumente sind im Vortrag „Intelligente Leistungshalbleiter für zukünftige Kfz-Bordnetze“ („Intelligent Power Semiconductors for Future Automotive Electrical Systems“) von der damaligen Siemens Halbleiter jetzt Infineon von der 17. Tagung „Elektronik im Kraftfahrzeug“ am 3./4. Juni 1997 in München zusammengefasst.
Weitere Argumente für eine höhere Spannung waren die Reduzierung von Gewicht in der Verkabelung und die Verbesserung der Bordnetzstabilität auch durch Reduzierung der Spannungsabfälle. Mit einer dreifachen Spannung können dicke Leiter auf ein Drittel des Querschnittes reduziert werden und gleichzeitig der relative Spannungsabfall ebenfalls auf ein Drittel. Bei gleichem Querschnitt beträgt der relative Spannungsabfall nur noch ein Neuntel. Die aus der Fülle von Argumenten resultierende Spannungslage war so nahe am Dreifachen der heutigen Spannung, dass es sich regelrecht aufdrängte, 42 V für die zweite Spannungsebene zu wählen.

## Umsetzung
Ab 2001 wurden von japanischen Herstellern und von General Motors Hybrid-Fahrzeuge mit dem Zwei-Spannungsbordnetz 42V/14V auf den Markt gebracht. Obwohl Daimler-Chrysler (heute Mercedes-Benz Group) zu den Mitinitiatoren dieses Konzeptes zählte und eine Umsetzung für ca. 2005 plante, wurde es in Deutschland nicht eingesetzt.
Es war klar, dass die Neuentwicklung von 42 V-Komponenten erhöhte Kosten verursachen würde. Letztlich wollte kein deutscher Automobilhersteller die bezifferten Mehrkosten für eine Umstellung in Kauf nehmen, da es nicht möglich erschien, für den notwendigen Mehrpreis gegenüber den Kunden einen dementsprechenden Nutzwert darzulegen.
Die Aktivitäten betreffend 42 V sind in Europa mittlerweile eingestellt. Stattdessen wird von deutschen Automobilherstellern seit 2010 für die Aufgabenstellung die Lösung favorisiert, ein zweites Teilbordnetz mit einer Spannung von 48 Volt vorzusehen, welches das 12‑Volt‑Netz ergänzt.